# Stanisław Lic
Stanisław Lic (ur. 4 października 1862 w Leżajsku, zm. 27 stycznia 1935 w Kaliszu) – polski jezuita, rekolekcjonista, kierownik i propagator sodalicji mariańskich. Twórca i pierwszy superior rezydencji przy kościele św. Franciszka Ksawerego w Piotrkowie Trybunalskim.
Do nowicjatu wstąpił 9 sierpnia 1879 roku w Starej Wsi, studiował filozofię w Krakowie (1884–1885) i Chyrowie (1885–1887) oraz teologię w Krakowie (1889–1893). Święcenia prezbiteratu przyjął 26 czerwca 1892 w Krakowie.
Po ukończeniu studiów teologicznych (1893) rozpoczął wykłady w krakowskim kolegium, które prowadził do mianowania na superiora bazylianów w Buczaczu (1897). Funkcję tę pełnił do roku 1898, kiedy to objął analogiczne stanowisko w Krystynopolu (funkcję tę pełnił do 1900 roku). W latach 1900–1905 był rektorem w Starej Wsi, a w latach 1908–1912 pełnił funkcję superiora rezydencji krakowskiej. Następnie był wicerektorem w Czechowicach (1916–1918), superiorem w Piotrkowie Trybunalskim (1918–1920), Lublinie (1922–1926) i Łodzi (1926–1927), rektorem w Wilnie (1927–1929) i ponownie superiorem rezydencji lubelskiej (1929–1934).